# جوني وليامز (موسيقي)
جوني وليامز (بالإنجليزية: Johnny Williams)‏ هو موسيقي أمريكي، ولد في 13 مارس 1908 في ممفيس في الولايات المتحدة، وتوفي في 23 أكتوبر 1998 في نيويورك في الولايات المتحدة.

## وصلات خارجية
- جوني وليامز على موقع ميوزك برينز (الإنجليزية)
- جوني وليامز على موقع ديسكوغز (الإنجليزية)